# Diarsia jucunda
Diarsia jucunda (tên tiếng Anh: Smaller Pinkish Dart) là một loài bướm đêm thuộc họ Noctuidae. Nó được tìm thấy ở Newfoundland và miền trung Ontario, phía tây tới miền bắc Michigan và Wisconsin, phía nam đến Ohio.
Sải cánh dài khoảng 33 mm. Con trưởng thành bay từ tháng 6 đến tháng 8. Có một lứa một năm.